# Diaphorus inornatus
Diaphorus inornatus är en tvåvingeart som beskrevs av Van Duzee 1917. Diaphorus inornatus ingår i släktet Diaphorus och familjen styltflugor.
Artens utbredningsområde är Kalifornien. Inga underarter finns listade i Catalogue of Life.